# Atenuación
En telecomunicación, se denomina atenuación de una señal, sea esta acústica, eléctrica u óptica, a la pérdida de potencia sufrida por la misma al transitar por cualquier medio de transmisión. Por ejemplo, la atenuación del sonido es el reparto de energía de la onda entre un volumen de aire cada vez mayor.
La atenuación no suele expresarse como diferencia de potencias sino en unidades logarítmicas como el decibelio, de manejo más cómodo a la hora de efectuar cálculos.

## Atenuación eléctrica
Si introducimos una señal eléctrica con una potencia P2 en un circuito pasivo, como puede ser un cable, esta sufrirá una atenuación y al final de dicho circuito obtendremos una potencia P1. La atenuación (α) será igual a la diferencia entre ambas potencias.
La atenuación vendría, de este modo, expresada en decibelios por la siguiente fórmula:
en términos de potencia
{\displaystyle \alpha =10\times \log {\frac {P_{1}}{P_{2}}}}
en términos de tensión
{\displaystyle \alpha =20\times \log {\frac {V_{1}}{V_{2}}}}
en términos de corriente
{\displaystyle \alpha =20\times \log {\frac {I1}{I2}}}

## Atenuación (Biología molecular)
Es un tipo de control transcripcional que funciona por finalización prematura de la síntesis de RNA mensajero (mRNA).